# خوسيه تامايو
خوسيه تامايو (بالإسبانية: José Tamayo)‏ هو مخرج إسباني، ولد في 16 أغسطس 1920 في غرناطة في إسبانيا، وتوفي في 26 مارس 2003 في مدريد في إسبانيا.